# Liste der 999 Frauen des Heritage Floor/Schlangengöttin
Diese Liste beschreibt das Gedeck für die Schlangengöttin auf dem Tisch der Kunstinstallation The Dinner Party von Judy Chicago. Sie ist Teil der Liste der 999 Frauen des Heritage Floor, die den jeweiligen Gedecken auf dem Tisch zugeordnet sind. Die Namen der 999 Frauen befinden sich auf den Kacheln des Heritage Floor, der unterhalb des Tisches angeordnet, zur Kunstinstallation gehört.

## Beschreibung
Die Installation besteht aus einem dreiseitigen Tisch, an dem jeweils 13 historische oder mythologische Persönlichkeiten, somit insgesamt 39 Personen, von der Urgeschichte bis zur Frauenrechtsbewegung Platz finden. Diesen Personen wurde am Tisch jeweils ein Gedeck bestehend aus einem individuell gestalteten Tischläufer, einem individuell gestalteten Teller sowie einem Kelch, Messer, Gabel, Löffel und einer Serviette zugeordnet. Die erste Seite des Tisches widmet sich der Urgeschichte bis zur Römischen Kaiserzeit, die zweite der Christianisierung bis zur Reformation und die dritte von der Amerikanischen Revolution bis zur Frauenbewegung. Jedem Gedeck auf dem Tisch sind weitere Persönlichkeiten zugeordnet, die auf den Fliesen des Heritage Floor, der den Raum unter dem Tisch und die Mitte des Raumes zwischen den Seite des Tisches einnimmt, einen Eintrag erhalten haben. Diese Liste erfasst die Persönlichkeiten, die dem Gedeck der Schlangengöttin zugeordnet sind. Ihr Platz befindet sich an der ersten Tischseite.

### Hinweise
Zusätzlich zu den Namen wie sie in der deutschen Transkription oder im wissenschaftlichen Sprachgebrauch benutzt werden, wird in der Liste die Schreibweise aufgeführt, die von Judy Chicago auf den Kacheln gewählt wurde.
Die Angaben zu den Frauen, die noch keinen Artikel in der deutschsprachigen Wikipedia haben, sind durch die unter Bemerkungen angeführten Einzelnachweise referenziert. Sollten einzelne Angaben in der Tabelle nicht über die Hauptartikel referenziert sein, so sind an der entsprechenden Stelle zusätzliche Einzelnachweise angegeben. Bei Abweichungen zwischen belegten Angaben in Wikipedia-Artikeln und den Beschreibungen des Kunstwerks auf der Seite des Brooklyn Museums wird darauf zusätzlich unter Bemerkungen hingewiesen.

### Gedeck für die Schlangengöttin

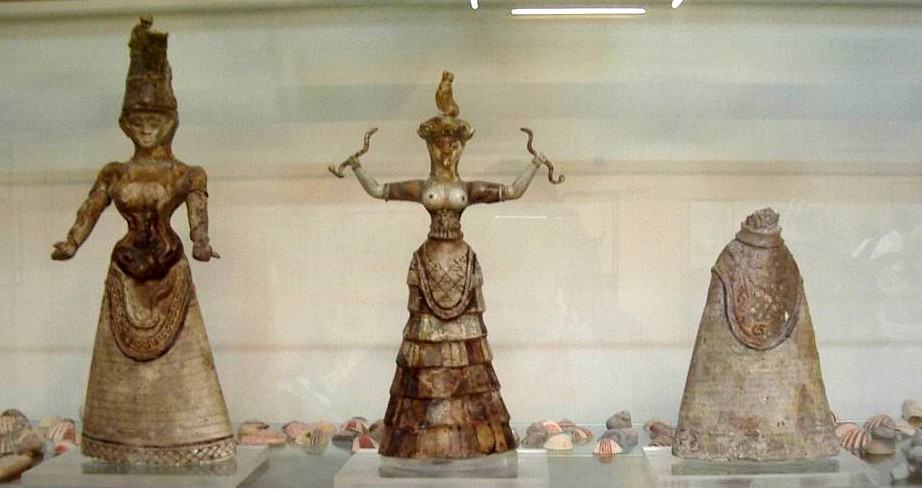
Statuetten der Schlangengöttin im Archäologischen Museum von Kreta, Heraklion

Die Schlangengöttin gehört zu den auf Siegeln überlieferten ikonographischen Darstellungen von Gottheiten der Minoer. Eine Gruppe von Statuetten wurde bei minoischen Ausgrabungen vom britischen Archäologen Arthur Evans am Palast von Knossos auf Kreta gefunden. Sie stammen aus der Neupalastzeit der minoischen Zivilisation. Evans wies der größeren der beiden Statuen den Titel Schlangengöttin zu und nannte die kleinere Schlangenpriesterin. Es ist jedoch ungeklärt, ob seine These stimmt, oder ob beide Statuetten die gleiche Göttin oder unterschiedliche Göttinnen darstellen. Die Schlangengöttin steht in der minoischen Mythologie für die Erde und die Unterwelt. Sie ist von Schlangen umwunden oder hält Schlangen empor, zudem stellt sie eine Variation der Herrin der Tiere dar. Ihr Attribut sind Schlangen.
Chicago führt in ihrer Hintergrundbeschreibung zum Gedeck der Schlangengöttin weiter aus, dass frühe Interpretationen der Verehrung der Schlangengöttin, welche auch Evans stützte, besagen, dass sie in einem häuslichen Kult verehrt wurde. Dieser wurde in Häusern und Palästen praktiziert. Spätere Ausgrabungen haben Schreine mit Göttinnenfiguren auch in bestimmten Bereichen von Palästen erbracht, was bedeuten könnte, dass sich der Einflussbereich der Göttin auf offizielle und öffentliche Bereiche ausweitete. Weitere Tonfiguren von Göttinnen und Ritualgeräten, die sich in Schreinen außerhalb des Palastes von Knossos fanden, lassen vermuten, dass die Göttin hauptsächlich mit Schlangen und Vögeln in Verbindung gebracht wurde. Eine Unterscheidung jedoch ist nicht genau und es können auch andere mögliche Assoziationen vorliegen. Entblößte Brüste und die Glockenform einiger Lehmgöttinnen lassen auf einen Zusammenhang mit der Fruchtbarkeit schließen. Die Assoziation mit Schlangen ruft auch einen unterweltlichen Aspekt hervor.
Die von Evans ausgegrabenen Figuren der „Schlangengöttin“ wurden aus Fayence gefertigt. Göttinnenfiguren, die später an anderen Stellen ausgegraben wurden, sind aus Ton und haben vereinfachte Formen. Weitere Statuetten tauchten auf dem Markt auf, nachdem Evans seine Entdeckungen ausgestellt hatte. Sie wurden aus Elfenbein, Stein und in einem Fall aus Terrakotta gefertigt. Die Echtheit dieser Statuetten wurde durch Kenneth Lapatin in Frage gestellt.
Das Gedeck der Schlangengöttin auf dem Tisch der Dinner Party wurde von Chicago und ihrem Team in den Farben Elfenbein, Gold, Braun und Gelb gestaltet. Auf der hinteren Seite des Tischläufers befinden sich zwei ineinander verschlungene Schlangen, die in Gold gestaltet sind. Der initiale Buchstabe „S“ von Snake Goddess auf der Verderseite des Läufers ist ebenfalls durch eine Schlange gestaltet. An der Vorderseite wurden Volants angesetzt, die an die Bekleidung der Statuetten erinnert, die auf Kreta gefunden wurden. Bandwebstreifen aus Inkle-Loom fassen den Läufer ein und sind mit Mustern bestickt, die denen minoischer Kleidungsstücke ähneln. Auf dem Teller befindet sich zentral eine Darstellung einer Vulva mit vier weiteren ähnlichen, hellgelben Armen, die zum Rand des Tellers verlaufen und aus der zentralen Darstellung herauswachsen. Die eiförmigen Formen sollen die generative Kraft der Göttin darstellen. Die verwendeten Farben sind dem Farbschema der kretischen Schlangengöttinnen entnommen.
| Name         | Schreibweise auf der Kachel | Geburtsdatum | kulturräumliche Zuordnung     | Bemerkungen | Bild |
| ------------ | --------------------------- | ------------ | ----------------------------- | --- | ---- |
| Ariadne      | Ariadne                     | N/A          | Griechische Mythologie        | Sie half Theseus, den Minotauros zu besiegen, wurde als Fruchtbarkeitsgöttin verehrt. |      |
| Artemis      | Artemis                     | N/A          | Griechische Mythologie        | Göttin der Jagd, des Waldes, des Mondes und die Hüterin der Frauen und Kinder. Sie zählt zu den zwölf großen olympischen Göttern und ist damit eine der wichtigsten Gottheiten der griechischen Mythologie.                      |      |
| Athene       | Athene                      | N/A          | Griechische Mythologie        | Göttin der Weisheit, der Strategie und des Kampfes, der Kunst, des Handwerks und der Handarbeit sowie Schutzgöttin und Namensgeberin der griechischen Stadt Athen. Sie gehört zu den zwölf olympischen Gottheiten, den Olympioi. |      |
| Britomartis  | Britomartis                 | N/A          | Griechische Mythologie, Kreta | Nymphe in der griechischen Mythologie, Tochter von Zeus und Karme (Tochter des Eubuleus) auf Kreta. Manchmal wurde sie auch Diktynna oder Aphaia genannt.                                                                        |      |
| Chicomecoatl | Chicomecoatl                | N/A          | Aztekischen Mythologie        | Aztekische Göttin der Erde, des Lebensunterhalts und des Maises. Ihr Name bedeutet Sieben Schlangen. |      |
| Demeter      | Demeter                     | N/A          | Griechische Mythologie        | Muttergöttin aus dem griechisch-kleinasiatischen Raum. Gehört zu den zwölf olympischen Gottheiten, den Olympioi, und ist zuständig für die Fruchtbarkeit der Erde, des Getreides, der Saat und die Jahreszeiten.                 |      |
| Europa       | Europa                      | N/A          | Griechische Mythologie, Kreta | Geliebte des Zeus, der sie in der Gestalt eines Stieres entführt und nach Kreta bringt. Der Verbindung entstammen drei Kinder: Minos, Rhadamanthys und Sarpedon.                                                                 |      |
| Fortuna      | Fortuna                     | N/A          | Römische Mythologie           | Glücks- und Schicksalsgöttin der römischen Mythologie, sie entspricht der Tyche in der griechischen Mythologie und dem Heil bei den altnordischen Völkern.                                                                       |      |
| Pasiphae     | Pasiphae                    | N/A          | Griechische Mythologie        | Tochter des Sonnengottes Helios und der Okeanide Perse, zugleich Schwester von Kirke, Perses, Aietes und Aloeus. Sie war Gemahlin König Minos’ von Kreta.                                                                        |      |
| Persephone   | Kore                        | N/A          | Griechische Mythologie        | Toten-, Unterwelt- und Fruchtbarkeitsgöttin. Tochter des Zeus und seiner Schwester Demeter. |      |
| Python       | Python                      | N/A          | Griechische Mythologie        | Schlange, die das Orakel von Delphi bewachte und von Apollon getötet wurde. |      |
| Rhea         | Rhea                        | N/A          | Griechische Mythologie        | Göttin und Titanin, Gattin von Kronos, zeugte mit ihm die Gottheiten Hestia, Demeter, Hera, Hades und Poseidon, die von ihrem Vater verschlungen wurden sowie Zeus, der Vater der nächsten Generation von Göttern wurde.         |      |
| Wadjet       | Buto                        | N/A          | Ägyptische Mythologie         | Landesgöttin von Unterägypten, altägyptische Schlangengöttin des Deltagebietes, deren Hauptkultstätte Buto war, Schutzgöttin des Pharao.                                                                                         |      |

Einzelnachweise
1. ↑  Brooklyn Museum: Snake Goddess. In: brooklynmuseum.org. Abgerufen am 3. Oktober 2019.